# ذبابيات جندية
ذبابيات جندية (الاسم العلمي: Stratiomyomorpha)، تحت رتبة من ذوات الجناحين وتنتمي إلى قصيرات القرون، وهي مجموعة صغيرة تتكون أساسًا من فصيلة الذبابية الجندية.